# Karel Chotovský
Karel Chotovský (3. listopadu 1842 Náchod – 2. dubna 1897 Žamberk) byl katolický kněz, badatel a spisovatel.

## Život
Páter Karel Chotovský se narodil a vyrůstal v Náchodě. V roce 1866 byl vysvěcen na kněze a stal se kaplanem, od téhož roku působil v Žamberku, kde se stal v červnu 1870 správcem farnosti. V roce 1895 byl povýšen na prvoděkana. Společně s profesorem Eduardem Albertem vydal v roce 1889 knihu Paměti žamberské.
Zemřel 2. dubna 1897 na zápal plic a byl pohřben 5. dubna 1897 na hřbitově v Helvíkovicích.

## Dílo
- Eduard Albert, Karel Chotovský: Paměti žamberské (1889)